# 下沃尔纳韦
下沃尔纳韦（法語：Vaulnaveys-le-Bas，法語發音：[volnavɛ lə ba]）是法国伊泽尔省的一个市镇，与上沃尔纳韦相邻，属于格勒诺布尔区。

## 地理
下沃尔纳韦（45°6'22"N, 5°48'20"E）面积11.9 平方千米，位于法国奥弗涅-罗讷-阿尔卑斯大区伊泽尔省，该省份为法国东南部内陆省份，北起顺时针与安省、萨瓦省、上阿尔卑斯省、德龙省、阿尔代什省、卢瓦尔省和罗讷省。
与下沃尔纳韦接壤的市镇（或旧市镇、城区）包括：布列和昂戈讷、塞希利耶讷、上沃尔纳韦、维济勒。
下沃尔纳韦的时区为UTC+01:00、UTC+02:00（夏令时）。

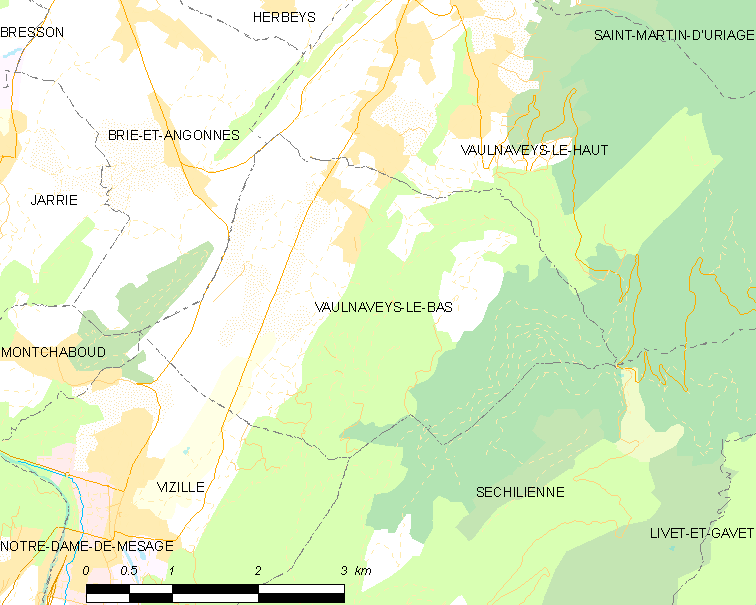
下沃尔纳韦的OSM定位图

## 行政
下沃尔纳韦的邮政编码为38410，INSEE市镇编码为38528。

## 政治
下沃尔纳韦所属的省级选区为瓦桑-罗曼什县。

## 人口

1962-2008年间下沃尔纳韦人口变化图示

下沃尔纳韦于2022年1月1日时的人口数量为1379人。